# Callerebia hyagriva
Callerebia hyagriva är en fjärilsart som beskrevs av Moore 1857. Callerebia hyagriva ingår i släktet Callerebia och familjen praktfjärilar. Inga underarter finns listade i Catalogue of Life.